# Amphitrite (Mythologie)

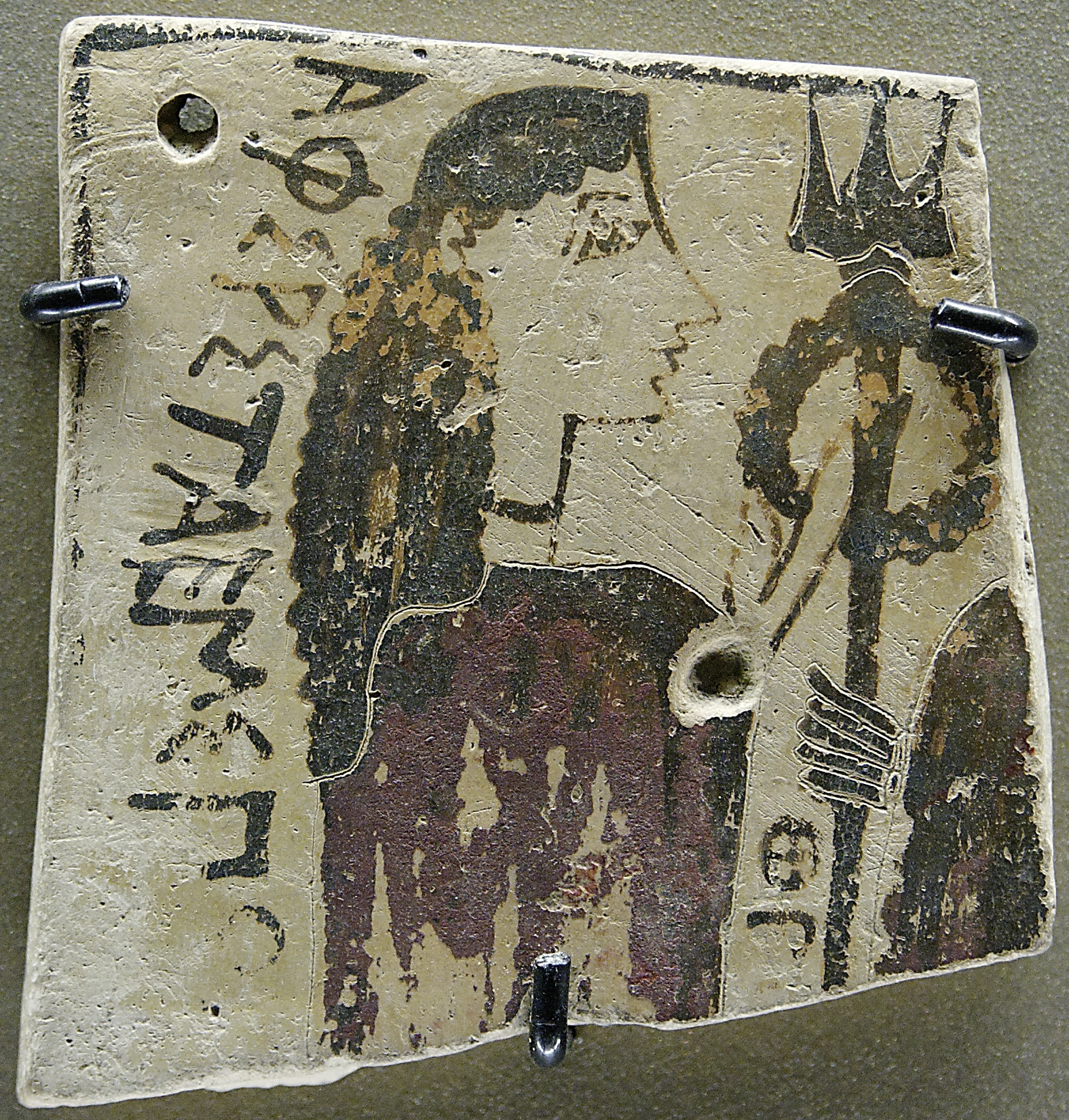
Amphitrite (geschrieben: Aphirita) auf einer korinthischen Abbildung (ca. 575–550 v. Chr.)

Amphitrite (altgriechisch Ἀμφιτρίτη Amphitrítē) oder Aphrodite Pelagia ist eine Okeanide oder Nereide der griechischen Mythologie. Sie gilt darin als Beherrscherin der Meere und war für ihre Schönheit bekannt. Sie ist die Gattin des Poseidon.

## Hintergrund
Ihre Eltern sind Okeanos und Tethys. Nach anderen Geschichten ist Amphitrite die Schwester der Tethys. In bestimmten Quellen wird sie als eine der Meernymphen Nereides erwähnt und wäre somit Tochter des Nereus und der Doris. Dies ist die von Hesiod dargestellte Version. Eigentlich wollte Amphitrite unverheiratet bleiben. Poseidon aber hatte ein Auge auf sie geworfen und bedrängte sie so stark, dass Amphitrite zu Atlas flüchtete und sich bei ihm vor Poseidon versteckte. Später schickte Poseidon (bzw. Neptun) einen Delphin als Brautwerber zu Amphitrite, der das Herz von Amphitrite erweichen konnte. Amphitrite kehrte auf dem Rücken des Delphins zu Poseidon zurück, worauf die Götter sich vermählten. Triton war der erste Sohn dieser Verbindung.
Der Schriftsteller Robert Graves erwähnt eine freie Interpretation dieses Mythos, die er als älter postuliert, und interpretiert den Mythos von Amphitrite als das Eindringen der männlichen Priesterschaft in die vormals angeblich weibliche Domäne des Fischfangs.

## Einfluss der Mythologie

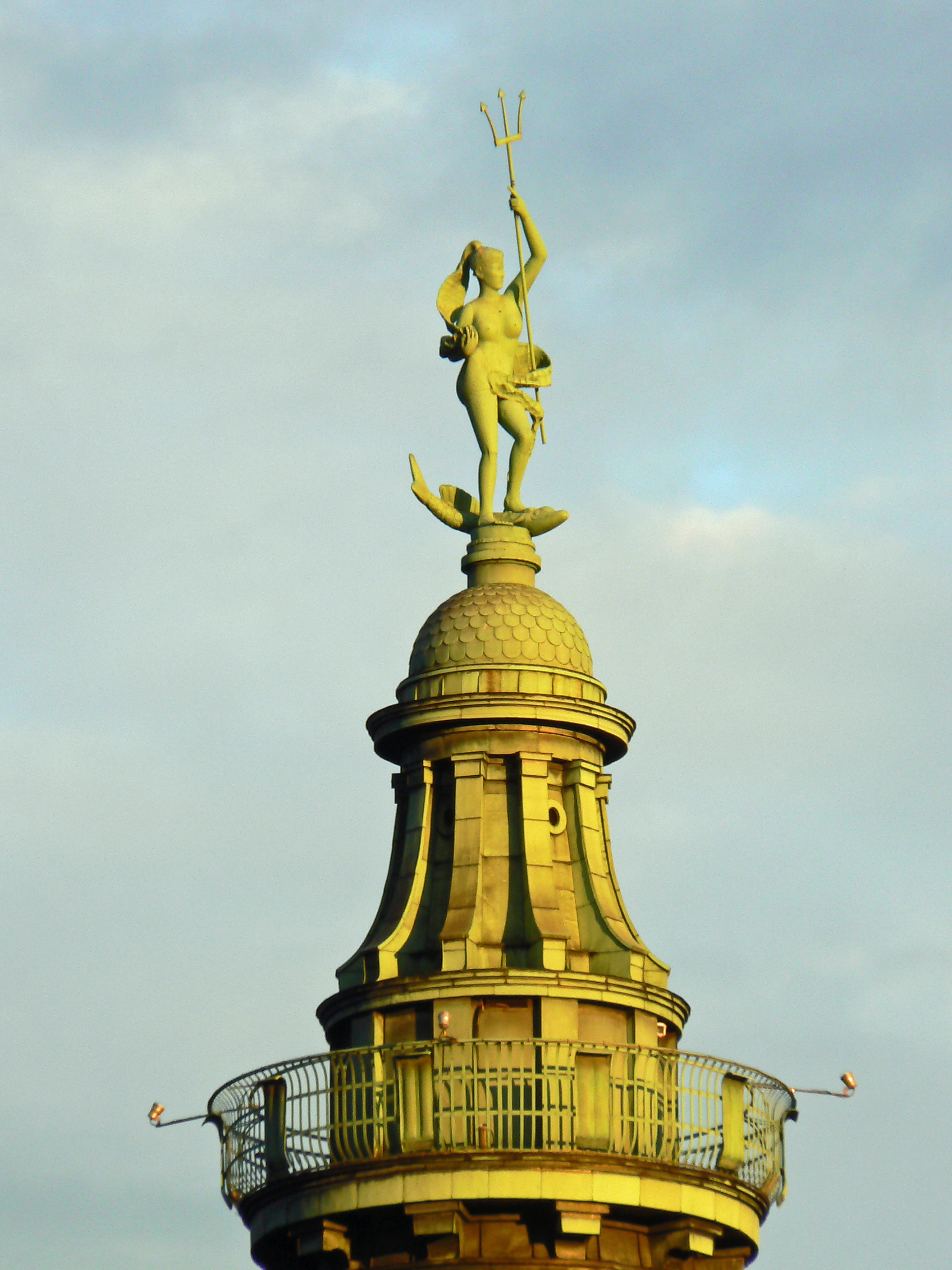
Amphitrite-Skulptur auf dem Mannheimer Wasserturm

Die Figur der Amphitrite taucht in den Intermedien zu La Pellegrina auf, die 1589 bei der Hochzeit des Ferdinando I. de’ Medici mit Christine von Lothringen aufgeführt wurden; sie wurde von der berühmten Sängerin Vittoria Archilei verkörpert.
Mehrere Schiffe wurden nach Amphitrite benannt, unter anderem eine der ältesten noch seegehenden Yachten der Welt, die deutsche Amphitrite. Als Namensgeber ist Amphitrite auch in der Astronomie – für den Asteroiden Amphitrite und für den hypothetischen Planeten Amphitrite des frühen Sonnensystems – sowie in der Biologie und Philosophie geehrt worden, siehe Amphitrite.